# Ferdinand Bie
Ferdinand Reinhardt Bie (Drammen, Buskerud, 16 de febrer de 1888 – Kristiansand, 9 de novembre de 1961) va ser un atleta noruec que va competir a començaments del segle xx.
El 1912 va prendre part en els Jocs Olímpics d'Estocolm, on va disputar quatre proves del programa d'atletisme. En el pentatló guanyà inicialment la medalla de plata, però la posterior desqualificació, el 1913, de Jim Thorpe en ser acusat de professionalisme va fer que Bie fos declarat campió olímpic. Amb tot, Bie no acceptà aquesta medalla. El 1982 el COI tornà a reconèixer a Thorpe com a campió olímpic i Bie passà a ser considerat co-campió. En el salt de llargada fou onzè, mentre en el 110 metres tanques i el decatló no acabà la competició.
El 1910 i 1917 guanyà el campionat de Noruega de salt de llargada i el 1910 de 110 metres tanques.